# Línguas iúpiques
As chamadas línguas iúpiques são um conjunto de diversas línguas distintas faladas pelos muitos povos ditos iúpiques que vivem no Alasca oeste central e também no nordeste da Sibéria. As muitas línguas iúpiques diferente de tal modo entre si, que falantes de línguas diferentes não entendem as demais, embora possam compreender o sentido geral das conversações entre grupos. Uma das línguas iúpiques, o sirenik, é tida como extinta desde 1997.

## Classificação
As línguas iúpique são parte da família de idiomas esquimó-aleútes, assim como a língua inuíte (dos esquimós); A língua aleúte e as demais línguas ditas "esquimós" divergiram e se separaram há cerca de 4.000 anos. As línguas iúpique e inuíte divergiram mais tarde, há cerca de 1.000 anos.

## Geografia das línguas iúpique
As línguas iúpique se dividem em:
- Naukanski (ou naukan, falada por cerca de 100 pessoas nas vilas Laurence (Лаврентия), Lorino (Лорино) e Whalen (Уэлен) na península de Chukotka, no leste da Sibéria.
- Línguas iúpique da Sibéria central (ou yupigestun, akuzipik, iúpique siberiano, 'iúpique esquimó-siberiano , iúpique esquimó-siberiano central, iúpique siberiano central da Ilha de São Lourenço, iúpique, esquimó asiático, jupigyt, yupihyt, iúpique do estreito de Bering) falada pela maioria dos iúpique no extremo leste da Rússia e pelas pessoas na Ilha de São Lourenço, no Alasca. Quase todos os 1.000 iúpiques em São Lourenço falam o dialeto dessa ilha; 300 dos 1000 iúpique da Sibéria falam o dialeto de Chaplino do iúpique.
- iúpique do centro do Alasca (ou yup’ik central, yup’ik, esquimó do Alasca ocidental) falada no Alasca continental desde Norton Sound, ao norte, até a península do Alasca e em algumas ilhas como Nunivak. O nome dessa língua é escrito como yup’ik pelo fato dos falantes dizerem o nome da língua alongando o 'p';  13 mil dos cerca de 21 mil iúpiques do Alasca central ainda falam essa língua. São diversos os dialetos deste iúpique central:
  - O maior, o iúpique geral central, ou yugtun, é falado nas áreas do rio Yukon, da ilha de Nelson, do rio Kuskokwim e na baía de Bristol.
  - de Norton Sound
  - da baía de Hopper (ou Chevak, Alasca)
  - da ilha Nunivak (ou Cup’ik ou Cup’ig).

Os dialetos diferem em pronúncia e em vocabulário. Mesmo dentro do iúpique geral central há diversos sub dialetos geográficos que diferem mais na seleção das palavras.
- Língua alutiiq (ou iúpique do golfo do Pacífico, iúpique do Pacífico, chugach, sugpiaq) falada na península do Alasca a leste de Prince William Sound. São cerca de 3.000 alutiiqs, mas cerca de 500 a 1000 falam essa língua. São dois os seus dialetos:
  - O koniag, na parte sul da península do Alasca e na ilha Kodiak
  - O chugach, na parte sul da península de Kenai e na Enseada do Príncipe Guilherme
- sirenik, língua extinta da península de Chugot

## Fonologia

### Consoantes
Yup’ik central:
c (ts/ch), g (ɣ) (Velar fricativa), gg (x) (fonação muda velar fricativa), k, l (ɮ) (alveolar lateral fricativa), ll (ɬ) (muda alveolar lateral fricativa), m, ḿ (mudo m), n (alveolar), ń (mudo”' n), ng (ŋ), ńg (mudo ŋ), p, q ( uvular “stop” ), r (ʁ) (uvular fricativa), rr (χ) (muda uvular fricativa), s (z), ss (s), t (alveolar), û (w), v (v/w), vv (f), w (χw), y, ’ ( [geminação da consoante anterior)
|           | Labial | Labiodental     | Alveolar     | Velar         | Uvular       |
| --------- | ------ | --------------- | ------------ | ------------- | ------------ |
| Oclusiva  | p      |                 | t            | k             | q            |
| Africada  |        |                 |              | c [ʧ]         |              |
| Fricativa |        | v [v, w] vv [f] | s [z] ss [s] | g [ɣ] gg [x]  | r [ʀ] rr [χ] |
| Nasal     | m      |                 | n ń [n̥]      | ng [ŋ] ńg [ŋ̊] |              |
| Lateral   |        |                 | l [ɮ] ll [ɬ] |               |              |
| Semivogal | û [w]  |                 |              | y [j]         |              |

### Vogais
As línguas iúpiques apresentam quatro vogais: 'a', 'i', 'u' e o schwa, enquanto apresenta de 13 a 27 consoantes;
Yup’ik central:
a, aa, e (ə) (schwa), i, ii, u, uu
Na proximidade de consoante uvular como 'q', 'r' ou 'rr', a vogal 'i' é pronunciada como um /e/ fechado e a vogal u' como um  /o/ fechado;

## Gramática
As línguas iúpiques, assim como as demais línguas esquimó-aleútes, tem características particulares de serem línguas aglutinativas Polissintéticas, sintetizando em palavras únicas uma raiz, com diversos afixos gramaticais os quais formam "palavras" cujo conteúdo é como de uma longa sentença. A raiz é geralmente um substantivo ou um verbo e os afixos (prefixos, infixos ou sufixos) indicam tempo, modo, gênero, número, pessoa, etc.

## Escrita
As línguas iúpiques nunca tiveram forma escrita até a chegada de europeus no início do século XIX. As primeiras ações para criar uma escrita iúpique foram de missionários que com a ajuda dos próprios iúpiques vieram a traduzir a Bíblia e outros trechos religiosos para a língua local, com o uso do alfabeto latino; responsáveis por isso foram São Inocêncio do Alasca, o reverendo John Hinz (John Henry Kilbuck) e Uyaquk, que transmitiram crenças na forma escrita aos iúpiques.
Além dos inupiat do Alasca, os iúpiques da Sibéria e do Alasca adotaram uma escrita baseada no alfabeto Latino criada originalmente por missionários da Morávia para uso na Groenlândia, por volta de 1760, e usada depois no Labrador. Os indígenas do Alasca foram os únicos povos de extremo norte que chegaram a desenvolver seus hieróglifos.
Depois que os Estados Unidos da América compraram o Alasca da Rússia, as crianças iúpiques passaram a serem ensinadas a escrever em inglês com o alfabeto latino nas escolas públicas. Algumas chegaram a aprender sua língua com o método de Hinz, que usava letras latinas e que se tornou o método mais usado na escrita de línguas iúpiques. Na Rússia a maioria dos iúpiques aprenderam a escrever somente na língua russa, porém, somente poucos estudiosos ainda escrevem o iúpique no alfabeto cirílico;
Na década de 1960 a Universidade do Alasca formou um grupo de estudiosos e também de nativos iúpiques para desenvolver uma escrita para substituir aquela criada pelo reverendo Hinz. Um dos objetivos da nova escrita era facilitar o uso de teclado do padrão da Língua inglesa, sem precisar de letras extra nem de diacríticos da escrita de Hinz. Outro requisito da nova escrita era de representar cada fonema da língua por uma única letra e vice-versa, numa relação biunívoca Por exemplo, se usa 'q' para 'k', 'r' para um som o como o próprio 'r' da língua francesa, também a consoante '+' para consoantes geminadas (alongadas). A duplicação rítmica de vogais (exceto "schwa") em cada segunda vogal consecutiva de sílaba aberta não é indicada na ortografia, exceto se vier ao final de uma palavra